# Копцевичский сельсовет
Копцевичский сельсовет — административная единица на территории Петриковского района Гомельской области Республики Беларусь. Административный центр — посёлок Копцевичи.

## Состав
Копцевичский сельсовет включает 2 населённых пункта:
- Копцевичи — посёлок
- Копцевичи — деревня